# 수혈

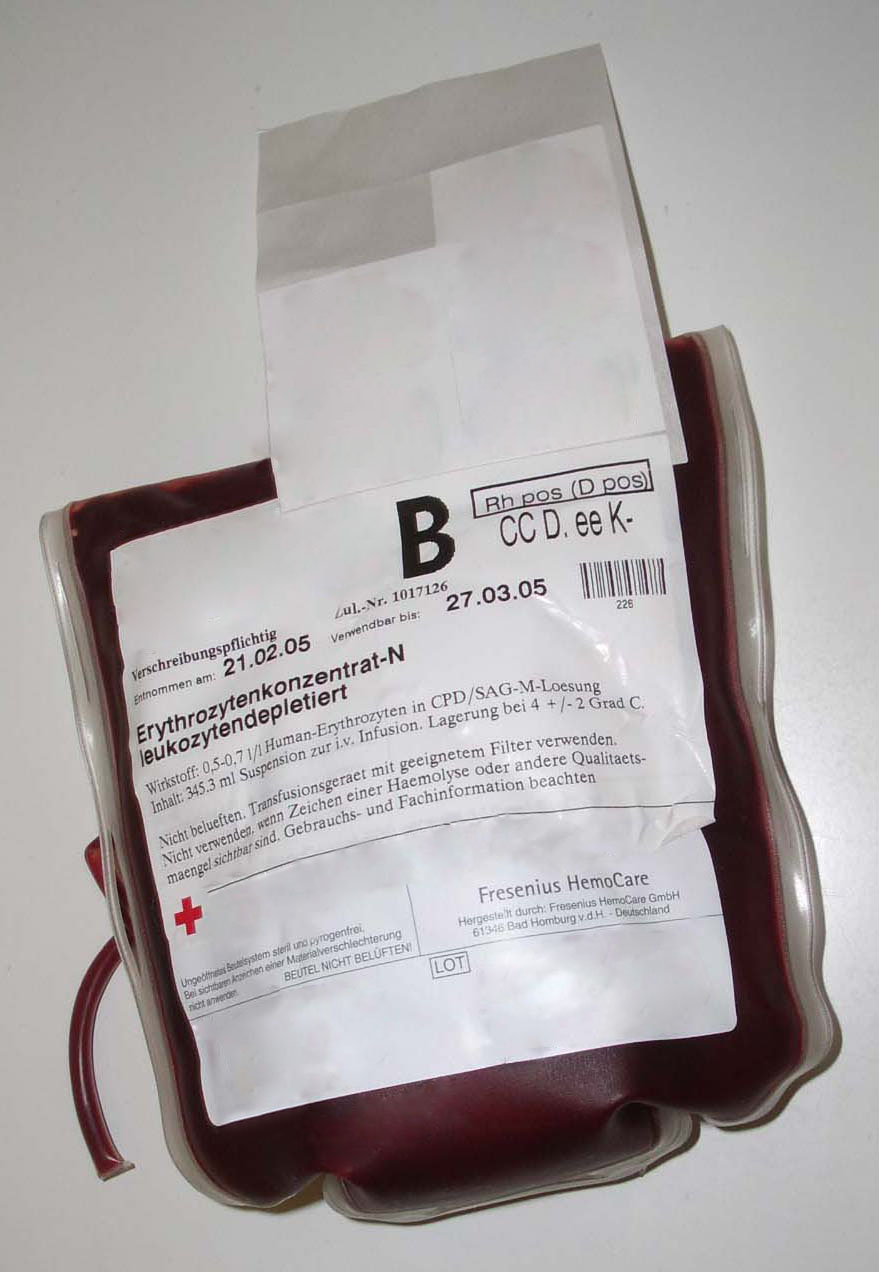

수혈(輸血, Blood transfusion)은 치료를 목적으로 사람의 혈액(피)나 그 일부 성분을 환자의 혈관에 주입하여 받게 하는 치료를 말한다. 치료 이유로는 외상(外傷) 뒤에 과다한 출혈이나 화상 또는 수술로 인한 실혈(失血), 위장 출혈, 쇠약(衰弱)과 빈혈 용혈성 질환과 같이 혈액의 성분을 파괴하는 질환과 백혈병이나 혈우병과 같이 혈액 내 필요한 성분을 만들지 못하는 질환 등 그 밖에 전염성 질환 따위의 원인으로 치료하며, 혈액량을 회복하고, 헤모글로빈 수치가 낮은 빈혈의 경우 산소운반능력을 증가시키기 위해, 또는 쇼크를 치료하기 위한 목적으로도 사용된다. 건강한 사람의 혈액을 사용해야 하며 반드시 혈액형이 적합해야 한다. 넓은 의미로 일종의 장기이식 치료로도 보는 견해가 있다.

## 역사
- 고대와 중세

고대인들은 다른 사람의 피를 섭취하면 젊음과 활력을 유지할 수 있다는 생각을 상당수 갖고 있었으며, 고대 잉카 제국에서는 일찍부터 종교적인 목적으로 수혈과 비슷한 행위가 있었다.(거의 모든 아메리카 원주민들의 혈액형은 모두 Rh+의 O형 한 가지 혈액형만을 존재하기 때문으로 치명적 부작용 없이 수혈이 가능했다.) 혈액 대한 순환의 개념이 없던 15세기 제컬리 더핀에 의하면 1492년에 뇌졸중과 열병에서 시달리는 교황 인노첸시오 8세(이노센트 8세,이노켄티우스 8세)가 말년에 주치의에 의해 10세 어린아이들에게 뽑은 피를 주입하다가 모두 사망한 사건이 있었다.
- 동물 혈액을 통한 수혈치료 개념의 시작

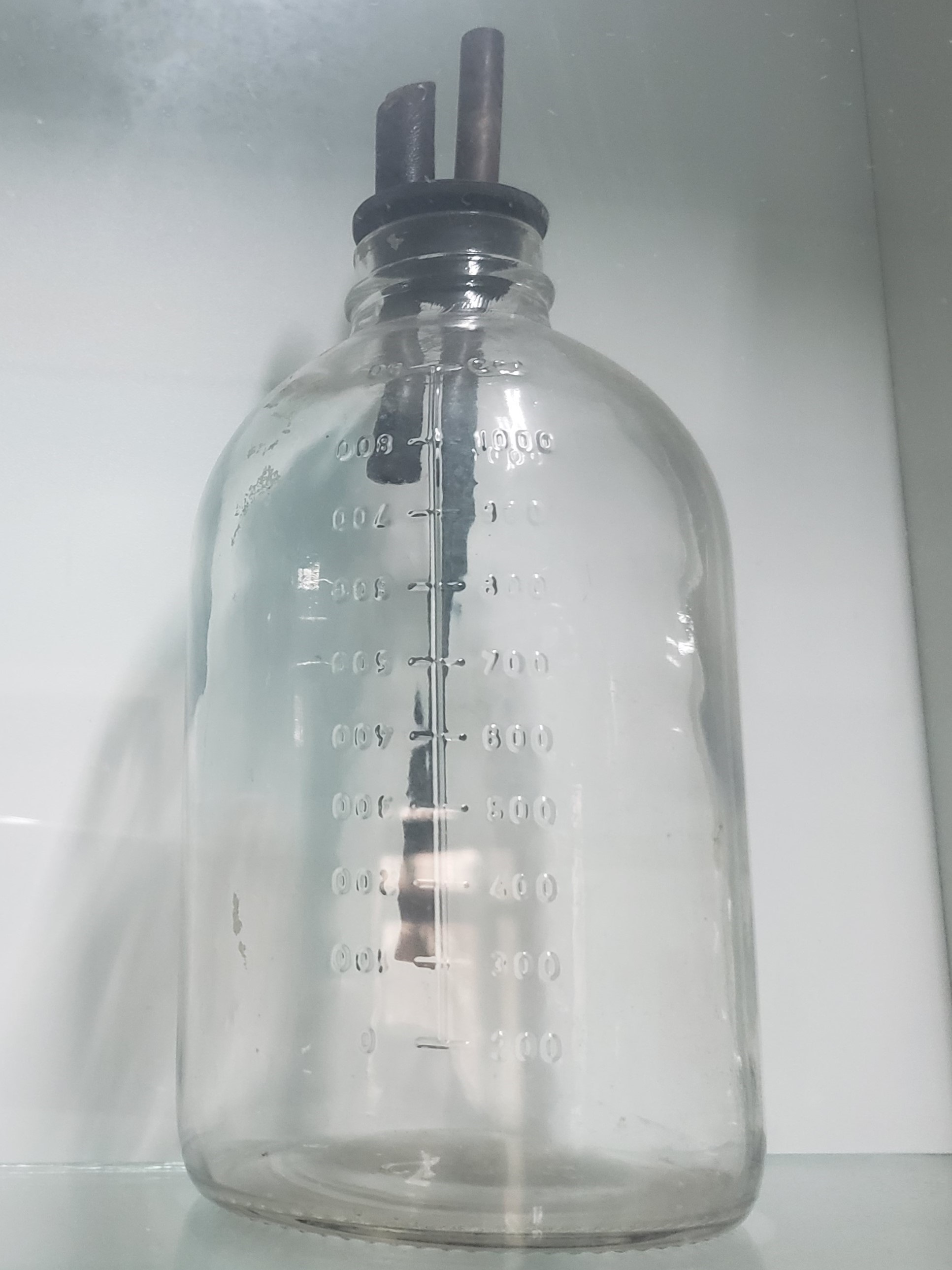
고대 수혈 방법에 사용된 유리.

근대적인 수혈 치료 개념 시작은 르네상스가 끝날 무렵인 17세기 초 1628년에 윌리엄 하비(William Harvey)의 동물 해부를 통해 처음으로 혈액 순환론을 발표 되면서 시작되었다. 1650년대에는 크리스토퍼 제임스 렌(Cristopher James Wren)은 공기주머니가 달린 가늘고 긴 빨대 모양의 기본적인 형태의 피하주사기 모형을 발명하였다. 1665년 2월에 리처드 로어(Richard Lower)라는 학자 의해 옥스포드대학에서 최초의 수혈 실험이 이루어졌다.두 마리의 개를 가지고 실험을 하였는데 한쪽 개의 목에 있는 동맥을 다른 개의 정맥에 연결한 후 혈액이 주입되게 하였는데 죽기 일보 직전까지 피를 흘리게 한 개에게 다시 피를 주입함으로써 완전히 회복시킬 수 있었다는 결과를 1666년에는 발표함으로 동물간 수혈이 가능하다는 결과를 얻었다. 또한 그 실험에 영향 받아 최초로 동물의 혈액을 사람에게 수혈하는 시도가 있었다. 프랑스 루이14세의 주치의 중 한 사람인 프랑스 사람 장 밥티스트 드니(Jean Denis)가 1667년 6월에 양의 피를 원인 모를 열병을 앓고 있던 15세 소년에게 주입하여 시도 되었는데 같은 해에 여러번 동물의 피를 사람에게 수혈하는 치료를 계속하여 비교적 성공처럼 보였으나,. 1667년 12월 정신 발작 질환을 알던 환자에게 수혈시도 후 사망하는 사건이 일어났다. 당시 법정은 장 밥티스트 드니에게 책임이 없다고 판결을 내렸지만 이 사건을 계기로 프랑스와 영국,로마 가톨릭교회에선 공식적으로 수혈을 금지했다 또한 비슷한 시기에 영국에서 런던 거리의 부랑자들의 대상으로 동물의 피를 소량 주입하는 실험시도가 있었고, 1628년경에도 이탈리아의 의사인 조반니 콜레에 의해서도 수혈의 시도가 이루어졌다. 그러나 그 당시에는 원인을 알 수 없는 치명적인 부작용을 피할 수 없었으며, 그런 이유로 많은 사람이 죽었기 때문에 17세기 후반 이후에는 프랑스·영국·이탈리아에서 수혈이 금지되었다.
- 재시작 - 수혈의학의 등장 및 논란

150년간 금지되었던 수혈이 다시 시작되었는데 최초로 사람의 혈액을 사용한 진정한 의미에서 수혈의학의 시작이라고 할 수 있다. 영국의 산부인과 의사인 제임스 브룬델(James Blundell)(1790-1877)이 1818년 12월에 위암으로 거의 죽어가던 환자에게 사람의 혈액 약 400 cc를 수혈하여 환자가 일시적으로 증상이 호전되었으나 56시간 후 사망하였다. 그러나 이후에도 브룬델은 분만 후 출혈이 심한 산모의 치료를 위해 수혈이 필요 할 것으로 확신하며, 장치를 고안해서 여러 차례에 걸쳐 사람의 혈액을 이용한 수혈을 시행 하였지만 그 당시에 주목 받지는 못했다. 하지만 나중에 그의 영향을 받아 19세기초 여러 산부인과 의사들이 분만으로 인한 산과출혈 사망을 줄이기 위한 노력 차원에서 분만 후 출혈 환자에게 수혈이 적극 도입을 감행하게 되었다. 1870∼1871년 보불전쟁 당시 군의관들이 긴급 상황에서 부상병에게 자신들의 혈액을 직접 수혈을 행하였다. 그 당시까지도 혈액 응고 문제로 혈액을 저장하기 어려워기 때문에 19세기 초에도 출혈이 심한 환자에게 공여자의 동맥을 직접 환자의 정맥에 연결한 후 주입하는 직접수혈 요법이 시행되었다. 19세기 중엽에는 현미경의 발전으로 혈액의 구성과 기능에 대한 지식이 높아졌지만 수혈방법 대한 논쟁은 계속되었다. 그 논란의 이유는 그 때까지도 혈액형에 대한 개념이 없어 상당수에서 용혈성 수혈부작용으로 수혈 부작용으로 사망하거나 목숨이 위험해지는 경우가 적지 않았으며 여러 합병증이 초래하였기 때문이다. 또한 직접수혈이라는 시술을 행하려면 항상 혈액 제공자가 함께 있어야 했고, 혈액제공자의 동맥과 수혈 받을 환자의 정맥을 잇는 어려운 전처치를 해야 하는 어려움도 있었다.
- 란트슈타이너가 ABO식 혈액형의 발견

1875년에 독일 생리학자인 레오나르도 란도이스가 동물의 피에서 적혈구를 채취해서 다른 종의 동물에서 채취한 혈청과 섞는 실험을 하였다. 그 결과 혈청과 적혈구가 한데 엉키는 현상을 발견하였다.
1900년 오스트리아의 병리학자 카를 란트슈타이너(Karl Landsteiner)가 당시 빈의 연구소에서 조교수로 일하던 중 혈액은 각기 다른 여러 개의 유형으로 나뉘며 유형이 다른 두 혈액을 섞을 경우 응고 현상이 일어난다는 사실을 발견하였다. A형, B형 그리고 C형 세 가지 유형(C형은 나중에 O형으로 바뀌었으며, 그의 동료가 AB형을 발견함으로 1909년에 4개 혈액형 분류체계를 발표했다.) 혈액형을 1901년에 발표한 뒤 부모에게서 물려받은 유전적인 특성이 있음을 깨닫고 혈액형 검사가 친자 확인 및 수혈의 성공여부를 좌우할 것이라는 주장하였다. 카를 란트슈타이너의 혈액형 발견을 중시여긴 당시 병리학자 밑에서 일하였던 오턴베르그(Ottenberg) 의해 1907년 뉴욕에서 수혈하기전에 환자와 공혈자의 혈액형을 검사하는 수혈적합검사(교차시험)를 최초로 시행하였다.
- 항혈액응고제 발견, 혈액은행의 창설 및 수혈의학의 발전

ABO식 혈액형이 발견되었어도 혈액의 응고를 방지할 수 없어 수혈을 성공시키지 못하던 중 아고테가 독성 없는 항응고제 시트르산염을 발견하고 1916년에 루스와 터너가 항응고액에 포도당을 첨가 ·개량하여 수혈이 보급되기 시작했다.
그 후에 과이로젠(세균성 내열성 발열물질)의 발견과 더불어 진행된 항응고저장액의 발전으로 1936년 미국 시카고 쿡카운티 병원에 첫 혈액은행이 창설되었다.
그 후 많은 나라가 전쟁과 평화시에 필요한 혈액을 각기 그들의 실정에 맞추어 채혈 저장하고 공급하는 제도를 만들어 많은 생명을 구하게 되었다. 또한 수혈치료의 의료기술 발전은 전쟁 부상자의 치료를 통해 조사 연구되어 적극 활용되어 보편적인 치료로 자리 잡게 되었는데, 특히 제1차세계대전 때는 주로 혈청과 혈장만이 수혈되었고, 제2차 세계대전 때는 전혈이 건조혈장 등과 같이 사용된 것과 혈장분획제제가 개발되었으며, 또한 제2차 세계대전 때에는 국제적십자사가 수많은 전상자들을 돌보기 위해 헌혈활동을 벌였다.
- 한국의 수혈의학의 역사

일찍이부터 동양 한의학에서도 피를 뽑는 등을 혈액과 관련된 치료가 있다. 수혈치료의 개념이 본격적으로 도입한 시기는 구한말로써 서양의학의 도입과 그 맥락을 같이한다. 하지만 한국전쟁 전까지는 여러 이유등의 어려움으로 100cc 주사기에 항응고제로 시트르산나트륨액을 넣어 채혈하여 수혈하는 것이 한계였다. 하지만 한국전쟁 중 미국에서 보내온 많은 전혈을 쓴 것이 새로운 경험으로 수혈의 전환점이 되었다. 휴전 후 군에서 수혈부를 먼저 만들었으며, 1954년 민간혈액은행으로 백병원 혈액은행과 국립중앙혈액원이 개원했으며, 그 후 몇 개 대학부속병원과 국 ·공립 및 사립 혈액은행이 생겼으며, 1958년에 국립중앙혈액원이 첫 적십자혈액원이 되었다.1976년 정부의 요구에 따라 전국의 혈액수급을 조절하고 수혈의 안전을 관리할 목적으로 대한혈액관리협회가 조직되어 일해오다가 1981년 7월 1일을 기하여 정부는 국가혈액사업을 대한적십자사에 위탁하여 관리 실행하고 있다.

## 세부사항
수혈에 사용할 혈액은 특별한 보전제(保全劑)를 첨가하고 냉동함으로써 35일까지 보존할 수 있다. 혈액을 분리하여 혈액성분제제를 만들어 특수한 용도로 사용하기도 한다.
- 전혈(全血)이나 혈액성분제제 종류
  - 전혈: 헌혈자로부터 채혈한 혈액을 그대로 항응고제가 들어가 있는 혈액백에 채워 냉장 보존한 것. 보존 기간은 35일 정도이며, 이를 환자에게 직접 수혈하는 데 사용하기보다는 성분 헌혈을 위한 혈액의 각 성분을 얻기 위한 원재료로 사용하는 경우가 많음.
  - 농축 적혈구: 전혈에서 혈장과 혈소판을 제거하여 제조한 것.
  - 혈소판 제제: 전혈에서 제조하는 농축 혈소판과 헌혈에서 혈소판 성분만을 채혈하여 만들어지는 성분 채집 혈소판이 있음
  - 신선 동결 혈장 제제: 전혈에서 혈장을 분리하여 동결시켜 만든 제제로 영하 18℃ 이하에서 보존하다가 사용 전 급속 해동 후 사용함
  - 동결 침전 제제: 신선 동결 혈장을 녹인 후 생기는 흰색의 침전물을 소량의 혈장에 부유하여 냉동시킨 혈액 제제
  - 혈장 분획 제제: 혈장 중에 미량으로 존재하는 성분을 대량의 혈장에서 추출하여 농축시킨 것. (항응고인자, 알부민, 면역 글로불린 등이 여기 해당)
  - 백혈구 제거 혈액 제제: 백혈구를 필터를 이용하여 제거한 혈액 제제
  - 방사선 조사 혈액 제제: 적혈구 제제나 혈소판 제제에 방사선을 조사한 것

- 사용구분에 따른 전혈이나 제제
  - 급성출혈 : 전혈 사용,
  - 만성빈혈 : 보존 적혈구 사용,
  - 수혈된 피에 섞인 다른 성분이 알레르기를 일으킬 때: 깨끗이 거른 적혈구 사용,
  - 혈소판의 부족으로 인한 출혈 : 혈소판제제 사용,
  - 감염병으로 인해 백혈구 수가 부족한 환자의 경우 : 백혈구 사용,
  - 혈액손실이 없는 쇼크 환자의 경우 : 혈장 사용,
  - 혈우병 환자의 출혈을 막기 위한 경우 : 혈장 속에 있는 항혈우병 요소의 농축성분이나 신선냉동혈장 사용,
  - 쇼크나 만성저알부민장애와 영양부족 : 혈장에서 농축한 알부민 사용,
  - 간염의 예방을 위해 또는 홍역에 노출된 뒤 방어와 질병 경과의 변화를 위할 경우 : 혈장의 항체성분만 농축한 감마글로불린 사용,
  - 섬유소원의 부족이나 결여로 인한 출혈 : 쉽게 농축되는 혈액 응고 요소인 섬유소원을 사용

- 교환수혈 : 환자의 혈액을 대부분 또는 전부를 빼내면서 동시에 수혈하는 것을 말한다. 태아적아구증(胎兒赤芽球症)의 치료와 독물질의 제거에 사용하고, 백혈병 환자의 경우에는 약간의 차도를 위해 사용한다.

## 부작용 및 문제점
수혈 치료 방법엔 부작용이 생길 수 있다. 초기의 수혈의학에서는 많이 발생한 부작용인 용혈성 수혈부작용은 ABO 혈액형이 맞지 않는 혈액을 수혈한 경우 생길 수 있는 대표적인 부작용인 용혈성 수혈부작용이 의심될 때는 즉시 수혈을 중지하여야 한다. 혈액형은 단지 ABO형 뿐 아니라 많이 유형으로 구별되는데, 2006년까지 알려진 혈액형의 종류는 대략 500종이다. 그중 가장 중요한 것은 ABO와 Rh 혈액형이며, 이 두 종류만이 현재로서는 99% 이상의 수혈에 문제를 일으킬 수 있는 혈액형이고, 나머지 혈액형은 수혈에 문제를 일으키는 것은 극히 드물다. 그러므로 수혈 할 때 이 두 가지 혈액형만 검사를 한다. 혈액형이 다를 경우 용혈성 빈혈을 일으킬 수 있다. 흔히 O형은 A, B, AB형 모두에게 수혈해 줄 수 있다고 알고 있지만, 정말 급한 경우가 아니면 같은 혈액형이어야 부작용이 적다. 병원에서는 원칙적으로 같은 혈액형만 수혈을 한다. 부작용을 최소화 하기 위한 예방하기 때문에 수혈할 때마다 혈액형 검사와 교차시험을 철저하게 시행하고 있기에 용혈성 수혈 부작용은 현대 수혈 의학에서 거의 나타나지 않는다.
현대 수혈의학에서 나타나는 대표적인 부작용은 수혈자의 백혈구에 대한 알레르기나 민감반응, 또는 발견되지 않은 적혈구끼리의 부적합성 등으로 여러 가지 이유로 드물지 않게 발생한다. 아직 해명되지 못한 반응도 상당히 많다. 수혈반응의 아주 드문 원인들로는 혈액오염, 혈액 속의 공기방울, 과도한 양의 혈액공급으로 인한 순환계의 과중한 부담, 혈장이나 혈소판에 대한 민감반응 등이 있다. 발열성 수혈부작용은 수혈에 의해 오한과 발열이 나는 경우를 말하는데, 대략 1~2%의 환자에서 생길 수 있으며 대개는 해열제를 쓰면 쉽게 해결되는 경우가 많다. 또한 수혈 후 알러지성 수혈부작용이 생길 수 있는데, 대부분 경미한 증상들이 많다.
철저한 혈액검사를 통해 헌혈이 이루어지고 있다. 하지만 항상 수혈전파성 감염 질환 (간염 에이즈 말라리아 매독 CMV(거대세포바이러스) HTLV(사람 T-세포 백혈병 바이러스))에 대한 위험에 항상 노출되어 있는데, 수혈에 의한 수혈전파성 감염 질환 예방하기 위해서는 우선 건강한 사람만이 헌혈하도록 해야하며, 헌혈자 검사를 철저히 시행하여야 한다. 그러나 아무리 검사를 철저히 하여도 검사에는 한계가 있는데 대표적으로 간염 또는 에이즈 바이러스의 감염에 경우 혈액의 감염 초기인 잠복기에는 검사해도 정상 판정으로 나올 수 있으므로 100% 안전한 수혈은 기대하기 어렵다. 또한 수혈 중에 혈액형을 잘못 인식하는 등의 의료진의 실수로 인한 극히 드문 의료사고의 위험성도 발생하는 경우도 있다. 한편, 혈액 공급문제에서도 희귀혈액형 환자 경우 응급사항이나 수술을 하는데 있어 원활한 혈액공급의 어려움도 존재한다. 수혈 부작용이나 문제점에 대한 여러 대안으로 자기 자신의 혈액을 미리 뽑아 놓았다가 필요할 때 수혈받는 방법인 자가수혈이나 무수혈 치료나 수혈대체치료등이 주목받고 있다.

## 같이 보기
- 혈액
- 혈액형
- 헌혈
- 수혈대체치료